# Michele Di Pietro
Michele Di Pietro (Albano, 18 gennaio 1747 – Roma, 2 luglio 1821) è stato un cardinale italiano.

## Biografia
Nacque ad Albano (Roma) da agiata famiglia di mercanti, originaria di Introdacqua, vicino a Sulmona, nell'Abruzzo aquilano. Suo fratello Panfilo fu noto e attivo mercante. Un altro fratello, Pasquale, fu avvocato concistoriale e successivamente rettore dell'Università di Roma La Sapienza: nel 1784 fondò una scuola per sordomuti. Domenico Di Pietro - figlio di Panfilo, che era uomo di fiducia dei Caetani - sposò Faustina Caetani e ebbe un figlio, Camillo che divenne cardinale.
Michele Di Pietro studiò nel seminario della cittadina natale, completandoli poi a Roma e seguì i corsi di giurisprudenza presso l'università della Sapienza, si addottorò in utroque iure il 4 giugno 1768; nello stesso anno iniziò la carriera di professore all'università nella qualità di lettore soprannumerario di diritto; nel 1782 nella cattedra del Decreto di Graziano. Il 28 ottobre 1771 ricevette l'ordinazione sacerdotale, gli vennero pure affidate le cattedre di teologia e poi di storia ecclesiastica nel Collegio Romano: incarichi cui rinunciò nel 1788, quando venne nominato prefetto degli studi nel collegio di Propaganda Fide.
Avanzò intanto nella carriera ecclesiastica e, dopo aver ricoperto vari incarichi, il 21 febbraio 1794 fu nominato vescovo di Isaura nella Licaonia, in partibus infidelium. Esperto canonista, collaborò alla stesura della bolla Auctorem fidei di condanna del Sinodo di Pistoia e della scomunica a Napoleone.
Con l'instaurazione della Repubblica romana (1798-1799), l'esilio del papa e la dispersione dei cardinali, il Pontefice delegò le facoltà apostoliche per il governo della Chiesa e degli affari spirituali, con il titolo di delegato apostolico: esercitò il suo ufficio con rigida intransigenza nei confronti della nuova realtà repubblicana, soprattutto in materia di dispense matrimoniali e di secolarizzazioni. Ristabilito il governo pontificio, Pio VII lo ricompensò nominandolo il 22 dic. 1800 Patriarca di Gerusalemme e assistente al soglio pontificio; soprattutto importante fu la nomina a segretario della congregazione sopra gli Affari ecclesiastici e di tutte le congregazioni cardinalizie particolari che si andarono costituendo per l'esame dei vari progetti di concordato con la Francia.
Papa Pio VII lo elevò al rango di cardinale dapprima in pectore il 23 febbraio 1801 e poi pubblicamente nel concistoro del 9 agosto 1802. Il pontefice lo nominò Prefetto della congregazione di Propaganda Fide (1806), poi prosegretario dei memoriali (1809). Condivise per la seconda volta la prigionia di un papa dovuta a Napoleone. Dapprima fu condotto nelle carceri di Parigi; successivamente, nel 1811, fu rinchiuso nella fortezza di Vincennes. Liberato con gli altri in seguito alla firma del cosiddetto concordato di Fontainebleau (25 gennaio 1813) si adoperò per l'annullamento dell'accordo, convincendo il pontefice a scrivere a Napoleone la lettera di ritrattazione (24 marzo 1813). La reazione dell'imperatore colpì solo Di Pietro, ritenuto "una delle principali cause del non riuscito accomodamento col papa": il 5 aprile il cardinale venne allontanato e mandato in esilio ad Auxonne.
Detronizzato Napoleone e tornato Pio VII a Roma, il cardinale Di Pietro venne nuovamente nominato delegato apostolico.
L'8 marzo 1816 fu nominato Vescovo suburbicario di Albano, da cui, il 29 maggio 1820, come sottodecano del Sacro Collegio, venne trasferito al vescovato di Porto e Santa Rufina. Prefetto della congregazione dell'Indice e degli Studi nel Collegio Romano, fu membro di tutte le principali congregazioni, nonché protettore dei collegi maronita e greco e dell'Accademia teologica della Sapienza.
Morì a Roma il 2 luglio 1821 e il corpo, per sua volontà, venne inumato nella cattedrale della cittadina natale di Albano.

## Genealogia episcopale e successione apostolica
La genealogia episcopale è:
- Cardinale Scipione Rebiba
- Cardinale Giulio Antonio Santori
- Cardinale Girolamo Bernerio, O.P.
- Arcivescovo Galeazzo Sanvitale
- Cardinale Ludovico Ludovisi
- Cardinale Luigi Caetani
- Cardinale Ulderico Carpegna
- Cardinale Paluzzo Paluzzi Altieri degli Albertoni
- Papa Benedetto XIII
- Papa Benedetto XIV
- Papa Clemente XIII
- Cardinale Enrico Benedetto Stuart
- Cardinale Michele Di Pietro

La successione apostolica è:
- Vescovo Francesco Maria Ferreri, C.P. (1805)
- Vescovo Giulio Maria Alvisini (1808)
- Vescovo Richard Luke Concanen, O.P. (1808)
- Cardinale Pietro Caprano (1816)
- Patriarca Daulo Augusto Foscolo (1816)
- Vescovo Giovanni Battista a Santa Margarita Pietro Alessandro Banfi, O.C.D. (1816)
- Arcivescovo Thomas Basilius Tomaggian, O.F.M.Conv. (1816)
- Vescovo Carlo Monti (1817)
- Arcivescovo Domenico Narni Mancinelli (1818)
- Arcivescovo Andrea Mansi, O.F.M. (1818)
- Vescovo Domenico Russo (1818)
- Arcivescovo Carlo Puoti (1818)
- Vescovo Silvestro Granito (1818)
- Arcivescovo Salvatore Maria Pignattaro, O.P. (1818)
- Vescovo Antonio Maria Nappi (1818)
- Vescovo Raphael Lupoli, C.SS.R. (1818)
- Vescovo Michele Ruopoli (1818)
- Arcivescovo Antonio Barretta, C.R. (1818)
- Vescovo Nicola Caldora (1818)
- Arcivescovo Giuseppe Mancini (1818)
- Vescovo Baldassare Leone (1818)
- Vescovo Bernardino Giovanni Battista Bollati, O.F.M.Obs. (1819)
- Vescovo Vincenzo Ferrari, O.P. (1819)
- Vescovo Nicola-Maria Laudisio, C.SS.R. (1819)
- Vescovo Gennaro Pasca (1819)
- Vescovo Ignazio Greco (1819)
- Vescovo Giuseppe Maria Botticelli, O.F.M. (1820)